# Sapientia Alapítvány

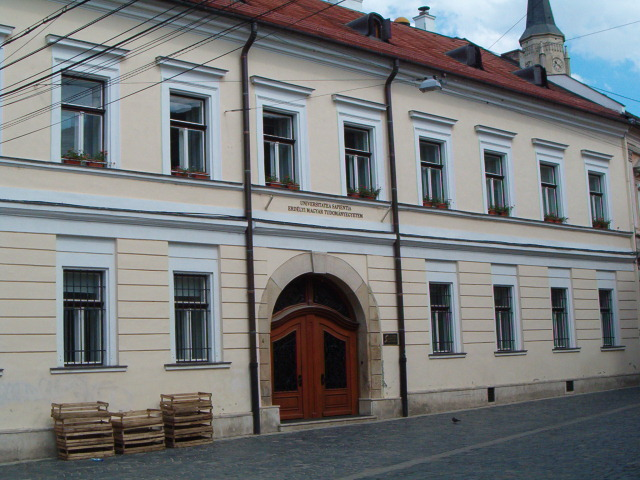
Székhelye a kolozsvári Bocskai-házban

A Sapientia Alapítvány az erdélyi magyar magánegyetemi hálózat  működését biztosító alapítvány.

## Létrehozása és működése
1999-ben a magyar kormány úgy döntött, hogy mivel Erdélyben nem sikerült visszaállítani a magyar tannyelvű állami Bolyai Tudományegyetemet, anyagilag támogat egy magánegyetemi hálózatot. Ez ma magába foglalja a Sapientia Erdélyi Magyar Tudományegyetemet és a Partiumi Keresztény Egyetemet.
A kormány arról is döntött, hogy az anyagi támogatást (évi két milliárd forintot) a Sapientia Alapítványon keresztül biztosítja.
A négy erdélyi magyar történelmi egyház nyolc vezetője (a római-katolikus egyház részéről Dr. Jakubinyi György érsek, Tempfli József, Reizer Pál és Martin Roos püspök, a református egyház nevében Dr. Csiha Kálmán és Tőkés László püspök, az unitárius egyház nevében Dr. Szabó Árpád püspök, az evangélikus-lutheránus egyház részéről Mózes Árpád püspök) megalapította a Sapientia Alapítványt, amelyet 2000. március 16-án jegyeztek be a kolozsvári bíróságon.
A Sapientia Alapítvány kurátorait az alapító egyházak nevezték ki. 2000 áprilisában született meg a Sapientia Alapítvány és a Határon Túli Magyarok Hivatala  közötti együttműködési megállapodás a finanszírozás módjáról. 
Az Alapítvány Kuratóriuma 2000 őszén elfogadta a Sapientia Erdélyi Magyar Tudományegyetem (EMTE) fejlesztési koncepcióját, kinevezte az EMTE ideiglenes szenátusát. A kuratórium elnöke, Tonk Sándor az egyetem kinevezett rektora lett. Ugyancsak a kuratórium döntött az egyetem három helyszínéről (Kolozsvár, Marosvásárhely, Csíkszereda).
A 2000/2001-es tanévtől kezdve a Sapientia Alapítvány fedezi a nagyváradi Partiumi Keresztény Egyetem (PKE) költségeit is.
A két egyetem sikeres akkreditációja után (2008 PKE, 2012 EMTE) az Alapítvány szerepe módosult, többnyire csak finanszírozással foglalkozik, az egyetemi vezetőket választják, és nem az Alapítvány  nevezi ki.

## A kuratórium tagjai
A kuratórium 2011-ben kinevezett tagjai:
- Kató Béla, elnök
- Berky Anna Mária
- Csenteri András Levente
- Daradics Kinga Ágnes
- Diósi László
- Gyerő Dávid
- Jakab Ilona
- Kállay Péter
- Dr. Kun Imre Zoltán
- Lászlófy Pál István
- Szilágyi Éva Gabriella
- Dr. Szilágyi Pál

A kuratórium 2019-ben kinevezett tagjai:
- Kató Béla, elnök
- Brendus Réka
- Gyerő Dávid
- Jakab Ilona
- Kállay Péter
- Dr. Kun Imre Zoltán
- Lászlófy Pál István
- Matuz Zsolt
- Szilágyi Éva Gabriella

A kuratórium 2023-ban kinevezett tagjai:
- Kató Béla, elnök
- Barbara Zoltán
- Brendus Réka
- Jakab Ilona
- Kállay Péter
- Lakatos Sándor
- Lászlófy Pál István
- Módi Kinga
- dr. Tamási Zsolt